# 13 maja
13 maja jest 133. (w latach przestępnych 134.) dniem w kalendarzu gregoriańskim. Do końca roku pozostaje 232 dni.

## Święta
- Imieniny obchodzą: Agnieszka, Aaron, Ciechosław, Cieszmir, Dobiesław, Dobiesława, Gemma, Gerard, Gerarda, Gliceria, Gloria, Jan, Magdalena, Maria, Mucjusz, Natal, Robert, Roberta i Serwacy.
- Wspomnienia i święta w Kościele katolickim[1][2] obchodzą:
  - Najświętsza Maryja Panna Fatimska (na pamiątkę pierwszego objawienia Matki Bożej trojgu pasterzy z Fatimy)
  - św. Gemma z Goriano Sicoli
  - św. Natal (biskup)
  - św. Serwacy (biskup), jeden z tzw. trzech zimnych ogrodników
  - św. Piotr Regalat

## Wydarzenia w Polsce
- 1350 – W Łowiczu król Kazimierz III Wielki zawarł sojusz antykrzyżacki z królem Danii Waldemarem IV.
- 1433:
  - Wojna polsko-krzyżacka (1431-35): książę raciborski Mikołaj V Karniowski pokonał księcia głogówecko-prudnickiego Bolka V Husytę w bitwie pod Trzebnicą.
  - Wojny husyckie: zwycięstwem wojsk antyhusyckich zakończyła się bitwa żorska.
- 1498 – Wojna polsko-turecka (1485–1503): wojska tureckie dotarły pod Lwów, paląc przedmieścia i biorąc w jasyr 20 tys. osób.
- 1534 – (lub 3 marca) Andrzejewo na Mazowszu uzyskało prawa miejskie.
- 1618 – Poświęcono kościół Znalezienia Krzyża Świętego w Grodnie.
- 1657 – Potop szwedzki: wojska szwedzkie i siedmiogrodzkie zdobyły Brześć Litewski.
- 1733 – Z terenu Polski widoczne było całkowite zaćmienie Słońca.
- 1779 – Zawarto pokój cieszyński kończący wojnę o sukcesję bawarską.
- 1794 – Insurekcja kościuszkowska: przebywające w warownym obozie pod Połańcem wojska Naczelnika Siły Zbrojnej Tadeusza Kościuszki odparły atak oddziałów rosyjskich gen. mjra Fiodora Denisowa.
- 1803 – Nowa Galicja została przyłączona do terytorium Galicji.
- 1815 – W Warszawie rozpoczęło działalność literackie Towarzystwo Iksów.
- 1831 – Powstanie listopadowe: zwycięstwo powstańców w bitwie pod Jędrzejowem i porażka w bitwie pod Połągą.
- 1849 – Po bijatyce z polskimi parobkami pruscy żołnierze w odwecie zamordowali w Jeżycach (obecnie część Poznania) 5 Polaków, a wielu innych zranili.
- 1856 – Założono Bibliotekę Naukową Polskiej Akademii Umiejętności i Polskiej Akademii Nauk w Krakowie.
- 1863:
  - Car Rosji Aleksander II Romanow mianował Michaiła Murawjowa Wileńskiego generałem-gubernatorem Kraju Północno-Zachodniego (Litwy), nadając mu specjalne uprawnienia dla stłumienia powstania styczniowego.
  - Powstanie styczniowe: klęska powstańców w bitwie pod Kietlanką.
- 1913 – Założono klub piłkarski Sparta Brodnica.
- 1922 – Zainaugurowało działalność Gimnazjum Polskie w Wolnym Mieście Gdańsku.
- 1934 – Upadł rząd Janusza Jędrzejewicza.
- 1937 – W Brześciu nad Bugiem po zabójstwie polskiego policjanta dokonanym przez Żyda wybuchły zajścia antyżydowskie.
- 1940 – Z Oflagu II B Arnswalde w Choszcznie uciekło kanałami centralnego ogrzewania 22 polskich oficerów. Schwytano 17 z nich, a 5 przedostało się do Warszawy.
- 1943 – W wyniku sowieckiego nalotu na Warszawę w nocy z 12 na 13 maja zginęło ok. 300 Polaków, a ok. 1000 zostało rannych. Straty niemieckie wyniosły 17 zabitych i 17 rannych.
- 1944:
  - 215 amerykańskich samolotów przeprowadziło nalot bombowy na Szczecin.
  - Rozpoczęła się bitwa pod Murowaną Oszmianką, w której AK pokonała kolaboracyjny Litewski Korpus Lokalny.
- 1953 – W Lublinie utworzono Wieczorową Szkołę Inżynierską, która później przekształciła się w Politechnikę Lubelską.
- 1964 – Wprowadzono nowy wzór tablic rejestracyjnych (2 litery + 4 cyfry).
- 1966 – Premiera komedii filmowej Pieczone gołąbki w reżyserii Tadeusza Chmielewskiego.
- 1967 – Otwarto Park Mikołaja Kopernika we Wrocławiu.
- 1969:
  - Ryszard Szurkowski wygrał swój pierwszy w karierze etap Wyścigu Pokoju (Warszawa-Łódź).
  - Utworzono Ośrodek Badań nad Antykiem Chrześcijańskim KUL (jako Międzywydziałowy Zakład Badań nad Antykiem Chrześcijańskim).
- 1973 – Dokonano oblotu motoszybowca SZD-45 Ogar.
- 1979 – Premiera 1. odcinka serialu telewizyjnego Doktor Murek w reżyserii Witolda Lesiewicza.
- 1986 – Rzecznik prasowy rządu Jerzy Urban, w reakcji na zapowiedź podarowania przez USA transzy mleka w proszku dla głodnych polskich dzieci, zapowiedział wysłanie bezdomnym w Nowym Jorku 5 tysięcy koców i śpiworów.
- 1994 – Sejm RP przyjął ustawę o stosunku Państwa do Kościoła Ewangelicko-Augsburskiego.
- 2010 – Odsłonięto Pomnik Ewakuacji Bojowników Getta Warszawskiego.
- 2012 – Brytyjski żużlowiec Lee Richardson został ciężko ranny w wypadku na torze we Wrocławiu, w wyniku czego zmarł tego samego dnia w szpitalu.
- 2017 – W Warszawie odsłonięto pomnik Witolda Pileckiego[3].

## Wydarzenia na świecie

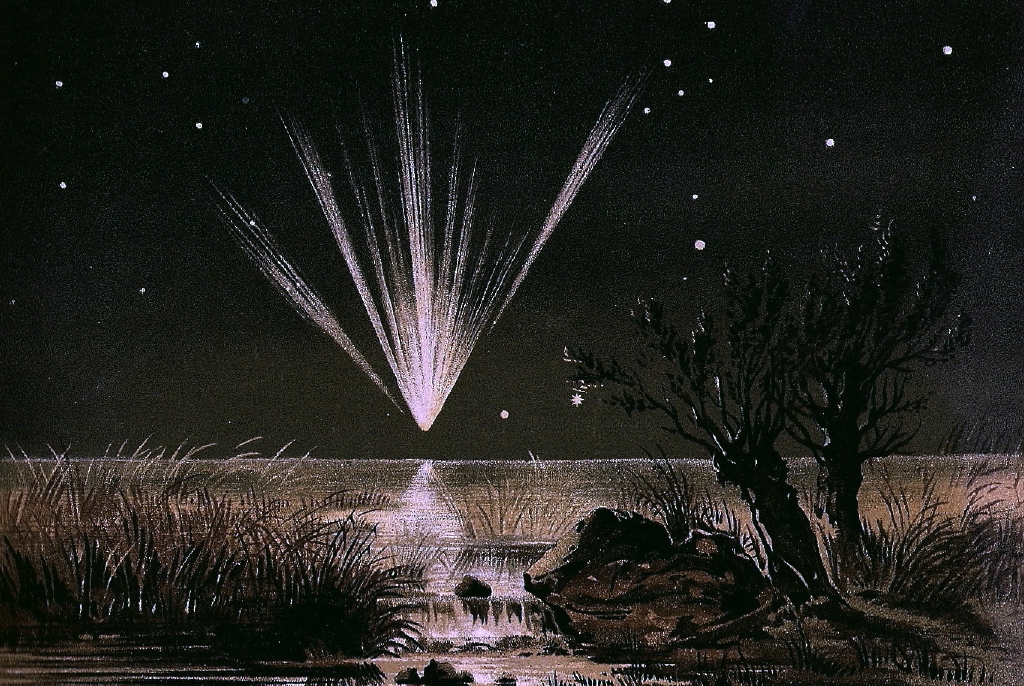
Wielka Kometa z roku 1861

- 535 – Agapit I został papieżem.
- 609 – Papież Bonifacy IV nakazał zamienić Panteon w Rzymie na kościół.
- 1239 – Francuski inkwizytor Robert le Bougre wysłał na stos 183 katarów.
- 1307 – Został zamordowany przez niewolnika sułtan Maroka Abu Jakub Jusuf. Nowym sułtanem został jego wnuk Abu Sabit.
- 1324 – Hugo IV został koronowany na króla Cypru i Jerozolimy.
- 1344 – W bitwie w Zatoce Smyrneńskiej flota wenecka pokonała piratów emira Ajdynu.
- 1497 – Papież Aleksander VI ekskomunikował Girolamo Savonarolę.
- 1508 – Lybne Dyngyl został koronowany na cesarza Etiopii.
- 1515 – Księżniczka angielska Maria Tudor, wdowa po królu Francji Ludwiku XII, poślubiła w Greenwich Charlesa Brandona, księcia Suffolk.
- 1534 – Zwycięstwo wojsk heskich nad habsburskimi w bitwie pod Lauffen am Neckar.
- 1568 – Wojna domowa w Szkocji: klęska wojsk byłej królowej Marii I Stuart w bitwie pod Langside ze szkockimi protestantami.
- 1572 – Kardynał Ugo Boncompagni został wybrany na papieża i przybrał imię Grzegorz XIII.
- 1643 – Angielska wojna domowa: zwycięstwo wojsk Parlamentu w bitwie pod Grantham.
- 1647 – Trzęsienie ziemi zniszczyło Santiago w Chile, zabijając 12 tys. osób.
- 1710 – W Berlinie założono klinikę Charité, obecnie największą w Europie.
- 1781 – Powstanie Tupaca Amaru II: rozpoczęła się bitwa pod górą Condorcuyo w Peru, zakończona następnego dnia zwycięstwem wojsk hiszpańskich.
- 1783 – Kombatanci wojny o niepodległość Stanów Zjednoczonych założyli Towarzystwo Cyncynatów.
- 1787 – Brytyjska Pierwsza Flota wypłynęła z 1487 osobami (w tym 778 skazańcami), w celu założenia w Nowej Południowej Walii pierwszej europejskiej kolonii na kontynencie australijskim.
- 1805 – I wojna berberyjska: zakończyła się bitwa o Darnę – zwycięskie starcie mieszanych sił najemnych, prowadzonych przez niewieki oddział amerykańskich marines z obrońcami fortu i miasta Darna w Trypolitanii. Była to pierwsza bitwa lądowa stoczona przez Siły Zbrojne Stanów Zjednoczonych na obcym, zamorskim terytorium.
- 1806 – W amerykańskim czasopiśmie „The Balance and Columbian Repository” ukazała się pierwsza definicja koktajlu alkoholowego.
- 1809 – V koalicja antyfrancuska: po trzydniowym oblężeniu Napoleon Bonaparte zajął po raz drugi Wiedeń.
- 1830 – Ekwador wystąpił z Wielkiej Kolumbii.
- 1844 – Królewskim dekretem została powołana w Hiszpanii Guardia Civil.
- 1846 – Kongres USA podjął decyzję o wypowiedzeniu wojny Meksykowi.
- 1848 – Po raz pierwszy wykonano publicznie pieśń Maamme, obecnie hymn Finlandii.
- 1857 – Carl Christian Hall został premierem Danii.
- 1861 – Australijski astronom John Tebbutt odkrył Wielką Kometę z roku 1861.
- 1864 – Wojna secesyjna: taktycznym zwycięstwem wojsk Unii zakończyła się bitwa pod Rocky Face Ridge.
- 1865 – Wojna secesyjna: zwycięstwo Konfederatów w bitwie pod Palmito Ranch.
- 1873 – Opatentowano uchwyt lampki do maszyny do szycia.
- 1888 – W Brazylii zniesiono niewolnictwo.
- 1890 – Rozpoczęto budowę Carnegie Hall w Nowym Jorku.
- 1894 – Po raz pierwszy zaprezentowano publicznie obraz panoramiczny Przybycie Węgrów autorstwa Árpáda Feszty’ego i pomocników.
- 1899 – Założono brazylijski klub piłkarski Vitória Salvador.
- 1900 – Wilbur Wright wysłał pierwszy list do inżyniera, wynalazcy i pioniera lotnictwa Octave’a Chanute’a, którego rady pomogły braciom Wright w skonstruowaniu samolotu Flyer I.
- 1901 – W Hartland w kanadyjskim Nowym Brunszwiku zakończono budowę najdłuższego na świecie mostu krytego (391 m).
- 1902 – W Madrycie rozegrano pierwszy w historii mecz Real Madryt-FC Barcelona (1:3).
- 1903 – Założono niemiecki klub piłkarski FC Carl Zeiss Jena.
- 1905 – Założono brazylijski klub piłkarski Sport Recife.
- 1907 – W Londynie rozpoczął się V kongres Socjaldemokratycznej Partii Robotniczej Rosji.
- 1909 – Rozpoczęła się 1. edycja wyścigu kolarskiego Giro d’Italia.
- 1913:
  - Igor Sikorski odbył pierwszy w historii lot samolotem czterosilnikowym.
  - Ustanowiono Krzyż Męstwa – najwyższe odznaczenie wojenne Królestwa Grecji i drugie w hierarchii odznaczenie wojenne Republiki Greckiej.
- 1917:
  - Eugenio Pacelli (późniejszy papież Pius XII) otrzymał sakrę biskupią.
  - Otwarto Stadion Letná w Pradze.
  - Troje dzieci z wioski w pobliżu miasta Fátima w Portugalii miało doznać objawienia Matki Bożej.
- 1919:
  - Premiera amerykańskiego filmu niemego Złamana lilia w reżyserii D.W. Griffith.
  - Założono Francuską Federację Rugby (FFR).
- 1920 – Otwarto Fritz-Walter-Stadion w Kaiserslautern.
- 1921 – W Tokio założono przedsiębiorstwo Komatsu, zajmujące się produkcją maszyn budowlanych.
- 1922 – W Meksyku Rudolph Valentino ożenił się po raz drugi (z aktorką Natachą Rambovą).
- 1923 – Chadecy wygrali wybory parlamentarne na Litwie.
- 1925 – Aloys Van de Vyvere został premierem Belgii.
- 1927 – Założono klub piłkarski Dynamo Kijów.
- 1931 – Paul Doumer wygrał wybory prezydenckie we Francji.
- 1940:
  - Front zachodni: wojska niemieckie przerwały francuskie linie obronne na Mozie; zwycięstwo wojsk niemieckich nad holenderskimi w bitwie pod Grebbebergiem (11-13 maja).
  - Nowy brytyjski premier Winston Churchill powiedział w inauguracyjnym przemówieniu przed Izbą Gmin, że może obiecać jedynie krew, znój, pot i łzy.
- 1941 – Feldmarszałek Wilhelm Keitel wydał w imieniu Hitlera rozkaz o „Jurysdykcji Barbarossa”, regulujący zasady postępowania Wehrmachtu na terenach przyszłej okupacji niemieckiej w ZSRR.
- 1943 – II wojna światowa w Afryce: skapitulowały ostatnie oddziały niemiecko-włoskie.
- 1947 – Utworzono Specjalny Komitet Narodów Zjednoczonych ds. Palestyny (UNSCOP).
- 1948 – Wojna domowa w Palestynie: oddziały żydowskiego Irgunu zaatakowały opuszczoną przez Brytyjczyków Jafę; zwycięstwo wojsk arabskich w III bitwie o Gusz Ecjon.
- 1949 – Dokonano oblotu brytyjskiego bombowca odrzutowego English Electric Canberra.
- 1950 – Odbył się pierwszy w historii wyścig Formuły 1 – Grand Prix Wielkiej Brytanii na torze Silverstone. Zwyciężył Włoch Giuseppe Farina na wozie Alfa Romeo.
- 1952:
  - Po raz pierwszy zebrała się Rajya Sabha – izba wyższa indyjskiego parlamentu.
  - Została utworzona Australijska Tajna Służba Wywiadowcza (ASIS).
- 1954 – Na Morzu Wschodniochińskim jednostki marynarki wojennej Tajwanu zatrzymały, a następnie uprowadziły do portu Kaohsiung polski drobnicowiec „Prezydent Gottwald”. Statek później prawdopodobnie pływał pod banderą tajwańską jako „Ho Lan”.
- 1960:
  - Dokonano pierwszego wejścia na himalajski ośmiotysięcznik Dhaulagiri.
  - Wystrzelono pierwszego satelitę telekomunikacyjnego Echo 1.
- 1962 – Sarvepalli Radhakrishnan został prezydentem Indii.
- 1964:
  - Salah ad-Din al-Bitar został po raz drugi premierem Syrii.
  - W ramach programu „Apollo“ NASA przeprowadziła test Rakietowego Systemu Ratunkowego (LES).
- 1967:
  - Odbyła się podróż apostolska Pawła VI do Portugalii.
  - Zakir Hussain został prezydentem Indii.
- 1969 – Po ogłoszeniu wyników wyborów powszechnych w Malezji, zakończonych sukcesem popieranej przez mniejszość chińską opozycji, w stolicy kraju Kuala Lumpur wybuchły zamieszki rasowe, w których (według oficjalnych danych) zginęło 25 Malajów i 143 Chińczyków.
- 1971 – Armia pakistańska wraz z lokalnymi bojówkarzami dokonała masakry ponad 900 bengalskich Hindusów w wiosce Baushgari na zachodzie Pakistanu Wschodniego (obecnie Bangladesz).
- 1972 – 118 osób zginęło, a 81 odniosło obrażenia w pożarze klubu nocnego w japońskiej Osace.
- 1975 – W Ankarze 34-letni bezrobotny uderzył kastetem premiera Turcji Süleymana Demirela, łamiąc mu nos.
- 1976 – Pol Pot został premierem Kambodży.
- 1977 – W katastrofie polskiego samolotu transportowego An-12 w Bejrucie zginęła cała, 9-osobowa załoga.
- 1978 – Został obalony prezydent Komorów Ali Soilih.
- 1981 – Na Placu Świętego Piotra w Rzymie Turek Mehmet Ali Ağca dokonał nieudanego zamachu na papieża Jana Pawła II.
- 1982 – Został wystrzelony statek kosmiczny Sojuz T-5 z pierwszą załogową misją na stację kosmiczną Salut 7.
- 1984 – Doszło do serii eksplozji w głównym składzie amunicji radzieckiej Floty Północnej w Siewieromorsku, w wyniku czego zginęło od 200 do 300 osób.
- 1985 – W Filadelfii policja przeprowadziła akcję aresztowania 4 członków afroamerykańskiego ruchu MOVE. W wyniku pożaru powstałego po zbombardowaniu siedziby organizacji zniszczeniu uległo 65 okolicznych budynków, zaś 11 osób zmarło.
- 1990:
  - Na stadionie Maksimir w Zagrzebiu, w trakcie meczu ligi jugosłowiańskiej między miejscowym Dinamem a Crveną Zvezdą Belgrad, doszło do starć kibiców, w wyniku których rannych zostało 60 osób.
  - Powstała Socjaldemokratyczna Partia Mołdawii (PSD).
- 1991 – Wystartował kanał telewizyjny Rossija 1.
- 1992:
  - Jan Paweł II ustanowił Światowy Dzień Chorego obchodzony 11 lutego.
  - Pierwsze publiczne nauczanie Falun Dafa w Changchun w północno-wschodnich Chinach przez Li Hongzhi, stąd: Światowy Dzień Falun Dafa.
- 1993 – Ezer Weizman został prezydentem Izraela.
- 1995 – W Dublinie odbył się 40. Konkurs Piosenki Eurowizji.
- 1998 – USA i Japonia wprowadziły sankcje gospodarcze wobec Indii po wznowieniu przez nie testów broni atomowej.
- 2000:
  - 23 osoby zginęły, a 947 zostało rannych w wyniku serii eksplozji w fabryce sztucznych ogni w holenderskim Enschede.
  - W Sztokholmie odbył się 45. Konkurs Piosenki Eurowizji.
  - Załoga amerykańskiego samolotu wojskowego zrzuciła omyłkowo 6 bomb na wieś w Korei Płd.
  - Założono rosyjski klub siatkarski Zenit Kazań (jako Dinamo Kazań).
- 2001 – Centroprawicowa koalicja Dom Wolności wygrała wybory parlamentarne we Włoszech.
- 2005:
  - Papież Benedykt XVI ogłosił rozpoczęcie procesu beatyfikacyjnego Jana Pawła II.
  - Ponad 200 osób zginęło w mieście Andiżan w czasie rebelii w Uzbekistanie.
- 2006 – Otwarto Muzeum Śląskie w Görlitz.
- 2007:
  - Co najmniej 50 osób zginęło, a 115 zostało rannych w samobójczym zamachu bombowym na siedzibę Demokratycznej Partii Kurdystanu w mieście Makhmur na północy Iraku.
  - Na granicy bułgarsko-rumuńskiej na Dunaju rozpoczęto budowę mostu Widin-Calafat.
- 2008:
  - 80 osób zginęło, a 216 zostało rannych w serii 7 zamachów bombowych w indyjskim mieście Jaipur.
  - Królowa brytyjska Elżbieta II przybyła z pierwszą od 1971 roku oficjalną wizytą do Turcji.
- 2011:
  - 98 osób zginęło, a 140 zostało rannych w dwóch zamachach bombowych w dystrykcie Charsadda w pakistańskiej prowincji Chajber Pasztunchwa.
  - Sato Kilman został po raz drugi premierem Vanuatu.
- 2014 – W katastrofie górniczej w tureckim mieście Soma zginęło 301 osób, a 80 zostało rannych.
- 2015 – Został udostępniony komunikator internetowy Discord.
- 2017:
  - 62. Konkurs Piosenki Eurowizji w Kijowie wygrał reprezentant Portugalii Salvador Sobral z utworem Amar pelos dois.
  - Papież Franciszek dokonał w portugalskiej Fatimie kanonizacji bł. Franciszka i Hiacynty Marto.
- 2021 – Zostało opublikowane rozporządzenie rządu rosyjskiego zawierające listę państw nieprzyjaznych Rosji, na której początkowo znalazły się Czechy i USA.
- 2022:
  - W gminie Dolní Morava w Czechach otwarto dla turystów wiszącą kładkę pieszą Sky Bridge 721.
  - W pożarze czterokondygnacyjnego budynku biurowo-handlowego w dzielnicy Mundka w Delhi zginęło 27 osób, a 40 odniosło obrażenia.
- 2023:
  - Papież Franciszek ogłosił Prawo Fundamentalne Watykanu.
  - Reprezentantka Szwecji Loreen z utworem Tattoo wygrała finał 67. Konkursu Piosenki Eurowizji w Liverpoolu.

## Urodzili się
- 1024 – Hugon z Cluny, francuski benedyktyn, święty (zm. 1109)
- 1160 – Ibn al-Asir, arabski lub kurdyjski historyk (zm. 1232/33)
- 1179 – Tybald III, hrabia Szampanii (zm. 1201)
- 1256 – Maria Brabancka, królowa Francji (zm. 1321)
- 1333 – Renald III, książę Geldrii, hrabia Zutphen (zm. 1371)
- 1472 – Elżbieta II Jagiellonka, królewna polska, księżniczka litewska (zm. po 1480)
- 1588 – Ole Worm, duński lekarz, naukowiec, antykwariusz (zm. 1654)
- 1597 – Cornelis Schut, flamandzki malarz (zm. 1655)
- 1624 – Aleksander Kazimierz Sapieha, polski duchowny katolicki, biskup wileński i żmudzki, sekretarz królewski (zm. 1671)
- 1638 – Richard Simon, francuski duchowny katolicki, biblista (zm. 1712)
- 1655 – Innocenty XIII, papież (zm. 1724)
- 1699 – Sebastião José de Carvalho e Melo, portugalski polityk (zm. 1782)
- 1712 – Johann Hartwig Ernst von Bernstorff, duński polityk pochodzenia niemieckiego (zm. 1772)
- 1717 – Maria Teresa Habsburg, cesarzowa rzymsko-niemiecka, królowa Czech i Węgier (zm. 1780)
- 1730 – Charles Watson-Wentworth, brytyjski arystokrata, polityk, premier Wielkiej Brytanii (zm. 1782)
- 1735 – Horace Coignet, francuski kompozytor (zm. 1821)
- 1742 – Maria Krystyna Habsburg, arcyksiężna, namiestniczka Niderlandów Habsburskich (zm. 1798)
- 1750 – Lorenzo Mascheroni, włoski matematyk (zm. 1800)
- 1753 – Lazare Carnot, francuski polityk, matematyk (zm. 1823)
- 1754 – Jean-Joseph Ange d'Hautpoul, francuski generał (zm. 1807)
- 1756 – Wojciech Żywny, polski pianista, kompozytor pochodzenia czeskiego (zm. 1842)
- 1759 – Elizabeth Cavendish, brytyjska arystokratka (zm. 1824)
- 1767 – Jan VI, król Portugalii (zm. 1826)
- 1785:
  - Friedrich Christoph Dahlmann, niemiecki historyk, polityk (zm. 1860)
  - Iwan Dybicz Zabałkański, rosyjski feldmarszałek pochodzenia niemieckiego (zm. 1831)
- 1792 – Pius IX, papież (zm. 1878)
- 1794 – Louis Léopold Robert, francuski malarz (zm. 1835)
- 1795 – Pavol Jozef Šafárik, słowacki poeta, historyk, etnograf, slawista (zm. 1861)
- 1804 – Aleksiej Chomiakow, rosyjski poeta, dramaturg, publicysta, malarz, myśliciel prawosławny (zm. 1860)
- 1810 – Friedrich Conrad Dietrich Wyneken, amerykański duchowny luterański pochodzenia niemieckiego (zm. 1876)
- 1814 – Aleksander Lesser, polski malarz, krytyk sztuki pochodzenia żydowskiego (zm. 1884)
- 1822 – Franciszek de Asís Burbon, książę Kadyksu, król małżonek Hiszpanii (jako mąż królowej Izabeli II) (zm. 1902)
- 1825 – John Lawrence LeConte, amerykański entomolog (zm. 1883)
- 1826 – Hermann von Schlagintweit-Sakünlünski, niemiecki podróżnik (zm. 1882)
- 1828 – Hannes Finsen, duński polityk, prefekt Wysp Owczych (zm. 1892)
- 1832 – Juris Alunāns, łotewski poeta, filolog, tłumacz (zm. 1864)
- 1836 – John Brewer Brown, amerykański polityk (zm. 1894)
- 1840:
  - Alphonse Daudet, francuski prozaik, poeta, publicysta (zm. 1897)
  - Antoni Rehman, polski geograf, geomorfolog, geobotanik, podróżnik (zm. 1917)
- 1842 – Arthur Sullivan, brytyjski kompozytor (zm. 1900)
- 1844 – George Spencer-Churchill, brytyjski arystokrata, polityk (zm. 1892)
- 1845 – Robert Franklin Bratton, amerykański polityk (zm. 1894)
- 1847 – Anna Nordgren, szwedzka malarka (zm. 1916)
- 1850:
  - Modest Czajkowski, rosyjski dramatopisarz, librecista (zm. 1916)
  - Jan Kryński, polski rzeźbiarz (zm. 1890)
- 1851:
  - Bogdan Hutten-Czapski, polski hrabia, polityk pruski (zm. 1937)
  - Oskar Kellner, niemiecki chemik rolny, fizjolog, wykładowca akademicki (zm. 1911)
  - Laza Lazarević, serbski psychiatra, pisarz (zm. 1891)
  - Charles Harrison Townsend, brytyjski architekt (zm. 1928)
- 1852:
  - Alfred von Conrad, niemiecki polityk (zm. 1914)
  - Leopoldyna Leszczyńska, polska posiadaczka ziemska (zm. 1929)
- 1853 – Adolf Hölzel, niemiecki malarz (zm. 1934)
- 1854 – Yves Delage, francuski zoolog, wykładowca akademicki (zm. 1920)
- 1856 – Fernando Tamagnini de Abreu, portugalski generał (zm. 1924)
- 1857:
  - Ronald Ross, brytyjski parazytolog, patolog, laureat Nagrody Nobla (zm. 1932)
  - Frederick William Sanderson, brytyjski pedagog, reformator edukacji (zm. 1922)
- 1859:
  - Teodor Axentowicz, polski malarz pochodzenia ormiańskiego (zm. 1938)
  - August Enna, duński kompozytor (zm. 1939)
  - Aleksander Lisiewicz, polski prawnik, adwokat, polityk, encyklopedysta (zm. 1916)
- 1860 – Karl August Tavaststjerna, fiński prozaik i poeta tworzący w języku szwedzkim (zm. 1898)
- 1863 – Maksymilian von Waldburg-Wolfegg-Waldsee, niemiecki arystokrata, polityk (zm. 1950)
- 1865:
  - Jan Huber, polski generał podporucznik intendent (zm. 1920)
  - Otto Ferdinand Probst, niemiecki malarz, rysownik, architekt (zm. 1923)
  - Stanisław Słupecki, polski generał brygady (zm. 1929)
- 1866:
  - William Martin, amerykański strzelec sportowy (zm. 1931)
  - Wiktoria Quintana Argos, hiszpańska męczennica, błogosławiona (zm. 1936)
- 1868 – Sumner Paine, amerykański strzelec sportowy (zm. 1904)
- 1870:
  - Małgorzata Zofia Habsburg, arcyksiężniczka austriacka, księżna wirtemberska (zm. 1902)
  - Maciej Szukiewicz, polski poeta, prozaik, dramaturg, tłumacz, krytyk teatralny, historyk sztuki (zm. 1943)
  - Otto Veraguth, szwajcarski neurolog, psychiatra (zm. 1944)
- 1873 – Jan Haniewski, polski jezuita (zm. 1942)
- 1877:
  - Paul Bourrillon, francuski kolarz torowy (zm. 1944)
  - James Searle Dawley, amerykański reżyser i scenarzysta filmowy (zm. 1949)
- 1878:
  - Muriel Robb, brytyjska tenisistka (zm. 1907)
  - Charles Vane-Tempest-Stewart, brytyjski arystokrata, polityk (zm. 1949)
- 1879:
  - Iwan Sierada, białoruski pułkownik, pedagog, publicysta, polityk (zm. 1943)
  - Władysław Szenajch, polski lekarz pediatra, działacz społeczny, polityk, kierownik resortu zdrowia (zm. 1964)
- 1880 – Antanas Tumėnas, litewski prawnik, polityk, premier Litwy (zm. 1946)
- 1881:
  - Osyp Bezpałko, ukraiński polityk, publicysta (zm. 1950)
  - Joseph Forshaw, amerykański lekkoatleta, długodystansowiec (zm. 1964)
  - Dimitrije Tucović, serbski dziennikarz, polityk (zm. 1914)
- 1882:
  - Georges Braque, francuski malarz, rzeźbiarz, grafik (zm. 1963)
  - Antoni Gałecki, polski chemik, wykładowca akademicki (zm. 1962)
  - Betty Harte, amerykańska aktorka (zm. 1965)
  - Andrej Škrábik, słowacki duchowny katolicki, biskup bańskobystrzycki (zm. 1950)
- 1883:
  - Jeorjos Papanikolau, amerykański ginekolog pochodzenia greckiego (zm. 1962)
  - Hendricus Sneevliet, holenderski polityk (zm. 1942)
- 1884 – Konrad Siudowski, polski ziemianin, polityk, senator RP (zm. 1958)
- 1885:
  - Mikiel Gonzi, maltański duchowny katolicki, arcybiskup Malty (zm. 1984)
  - Nikołaj Kołotiłow, radziecki polityk (zm. 1937)
- 1886:
  - Michaił Bogusławski, radziecki polityk (zm. 1937)
  - Hans Naumann, niemiecki historyk literatury, folklorysta (zm. 1951)
  - Tadeusz Stanisław Wróbel, polski architekt, urbanista (zm. 1974)
- 1887 –Jorge de Paiva, portugalski szpadzista (zm. 1937)
- 1888:
  - Inge Lehmann, duńska geofizyk, sejsmolog (zm. 1993)
  - Stefan Michałek, polski adwokat, działacz społeczno-polityczny, prezydent Torunia (zm. 1955)
  - Hans-Thilo Schmidt, niemiecki szpieg (zm. 1943)
- 1889 – Feliks Lubieniecki, polski działacz ruchu ludowego (zm. 1940)
- 1891:
  - Frank Beaurepaire, australijski pływak, polityk (zm. 1956)
  - Zofia Stryjeńska, polska malarka (zm. 1976)
- 1893:
  - Benoît Frachon, francuski działacz komunistyczny i związkowy, uczestnik ruchu oporu (zm. 1975)
  - Antonija Javornik, serbska sierżant pochodzenia słoweńskiego (zm. 1974)
  - Wincenty Kępczyński, polski działacz związkowy i socjalistyczny, polityk, poseł na Sejm RP i na Sejm Ustawodawczy (zm. 1955)
  - Henry A. Murray, amerykański psycholog, wykładowca akademicki (zm. 1988)
  - Wolf Wiener, polski dziennikarz, pisarz, działacz oświatowy i syjonistyczny pochodzenia żydowskiego (zm. 1942)
- 1894:
  - Ásgeir Ásgeirsson, islandzki polityk, premier i prezydent Islandii (zm. 1972)
  - Gherman Pîntea, mołdawski dowódca wojskowy, polityk (zm. 1968)
- 1895 – Jan Janik, polski major intendent (zm. 1940)
- 1896:
  - Władysław Mergel, polski dyplomata, polityk, nauczyciel (zm. ?)
  - Charles Pahud de Mortanges, holenderski jeździec sportowy (zm. 1971)
- 1897 – Feliks Dropiński, polski prawnik, urzędnik, powstaniec wielkopolski (zm. 1971)
- 1898:
  - Fridrich Ermler, radziecki aktor, reżyser, scenarzysta i producent filmowy (zm. 1967)
  - György Jendrassik, węgierski inżynier, wynalazca (zm. 1954)
- 1899 – Piełagieja Połubarinowa-Koczina, rosyjska uczona w dziedzinie hydrodynamiki, wykładowczyni akademicka (zm. 1999)
- 1900:
  - Antoni Łuczak, polski starszy sierżant piechoty, powstaniec wielkopolski (zm. 1984)
  - Karl Wolff, niemiecki generał Waffen-SS, zbrodniarz nazistowski (zm. 1984)
- 1901 – Witold Pilecki, polski rotmistrz, współzałożyciel Tajnej Armii Polskiej, żołnierz AK, więzień i organizator ruchu oporu w KL Auschwitz, autor pierwszych raportów o holokauście (zm. 1948)
- 1902:
  - Zofia Kraczkiewiczówna, polska filozof, kierownik komórki łączności SZP–ZWZ–AK (zm. 1943)
  - Aleksandr Kurszew, radziecki polityk (zm. 1974)
  - Geoffrey Mason, amerykański bobsleista (zm. 1987)
  - Maria Szczepańska, polska muzykolog (zm. 1962)
- 1903:
  - Helena Kozerska, polska bibliolog, bibliotekoznawca, rękopisoznawca (zm. 1993)
  - Czesław Piaskowski, polski scenograf, dekorator, aktor (zm. 1994)
  - Reinhold Schneider, niemiecki dramaturg, poeta, krytyk, historyk, teolog, filozof kultury (zm. 1958)
- 1904:
  - Betty Compton, amerykańska aktorka, piosenkarka pochodzenia brytyjskiego (zm. 1944)
  - Elvira Godeanu, rumuńska aktorka (zm. 1991)
  - Chishū Ryū, japoński aktor (zm. 1994)
  - Edoardo Severgnini, włoski kolarz torowy (zm. 1969)
- 1905 – Fakhruddin Ali Ahmed, indyjski polityk, prezydent Indii (zm. 1977)
- 1907 – Daphne du Maurier, brytyjska pisarka (zm. 1989)
- 1908:
  - Maria Drewniakówna, polska śpiewaczka operowa (sopran) (zm. 2014)
  - Tadeusz Stępowski, polski prozaik, poeta, publicysta (zm. 1971)
  - Beveridge Webster, amerykański pianista, pedagog (zm. 1999)
- 1909:
  - Werner Henke, niemiecki oficer Kriegsmarine (zm. 1944)
  - Heinrich Müller, austriacki piłkarz, trener (zm. 2000)
- 1910 – Zofia Neymanowa, polska historyk sztuki, etnografka, muzealniczka (zm. 1987)
- 1912:
  - Ymer Berisha, albański nauczyciel, działacz narodowy, organizator ruchu antykomunistycznego w Kosowie (zm. 1946)
  - Gil Evans, kanadyjski muzyk jazzowy, kompozytor, aranżer (zm. 1988)
  - Bronisław Karwecki, polski wioślarz (zm. 1998)
- 1913:
  - Friedrich-August von Brühl, niemiecki podpułkownik (zm. 1981)
  - Stefan Ejsmont, polski major, żołnierz AK (zm. 2006)
  - Alvar Hägglund, szwedzki biegacz narciarski (zm. 1996)
  - Theo Helfrich, niemiecki kierowca wyścigowy (zm. 1978)
  - Lubomir Szopiński, kaszubski muzyk, kompozytor, dyrygent (zm. 1961)
  - William Tolbert Jr., liberyjski polityk, prezydent Liberii (zm. 1980)
- 1914:
  - Reizl Bozyk, polsko-amerykańska aktorka pochodzenia żydowskiego (zm. 1993)
  - Alfred Dahlqvist, szwedzki biegacz narciarski (zm. 1983)
  - Joe Louis, amerykański bokser (zm. 1981)
  - Gregor von Rezzori, austriacki pisarz, dziennikarz (zm. 1998)
- 1916:
  - Franciszek Sławski, polski filolog polski, językoznawca, slawista, wykładowca akademicki (zm. 2001)
  - Roman Zatwarnicki, polski pilot, konstruktor szybowcowy (zm. 1992)
- 1917:
  - Barbara Burke, południowoafrykańska lekkoatletka, sprinterka (zm. 1998)
  - Irena Sułkowska-Kurasiowa, polska historyk, archiwistka, wydawczyni źródeł (zm. 2006)
- 1918:
  - Tadeusz Gutowski, polski polityk, poseł na Sejm PRL (zm. 1994)
  - Alicja Iwańska, polska poetka, pisarka, socjolog, filozof (zm. 1996)
- 1919:
  - Theodor Hubrich, niemiecki duchowny katolicki, biskup pomocniczy Magdeburga i administrator apostolski Schwerina (zm. 1992)
  - Pierre Sudreau, francuski polityk (zm. 2012)
- 1920:
  - Mirosław Bulešić, chorwacki duchowny katolicki, męczennik, błogosławiony (zm. 1947)
  - Bob Lewandowski, polski podchorąży, aktor, dziennikarz polonijny (zm. 2006)
  - Wasos Lisaridis, cypryjski lekarz, polityk, minister, przewodniczący Izby Reprezentantów (zm. 2021)
  - Stella Pokrzywińska, polska tancerka, choreografka (zm. 2003)
- 1921:
  - Helena Birecka, polska chemik (zm. 2015)
  - Else Marie Christiansen, norweska łyżwiarka szybka (zm. 2017)
- 1922:
  - Lillian Adams, amerykańska aktorka (zm. 2011)
  - Bea Arthur, amerykańska aktorka (zm. 2009)
  - Billy Gabor, amerykański koszykarz (zm. 2019)
  - Gladys Heldman, amerykańska działaczka tenisowa, dziennikarka (zm. 2003)
- 1923:
  - Red Garland, amerykański pianista jazzowy (zm. 1984)
  - Isaak Szwarc, rosyjski kompozytor pochodzenia żydowskiego (zm. 2009)
  - Betty Webb, brytyjska kryptolożka pracująca w ośrodku w Bletchley Park (zm. 2025)
- 1924:
  - Zofia Garlińska-Hansen, polska architekt (zm. 2013)
  - Giovanni Sartori, włoski teoretyk polityki (zm. 2017)
  - Harry Schwarz, południowoafrykański prawnik, dyplomata, polityk (zm. 2010)
- 1925:
  - Ratmir Chołmow, rosyjski szachista (zm. 2006)
  - Tadeusz Szaciłło, polski generał broni, działacz komunistyczny (zm. 2016)
  - Leon Taraszkiewicz, polski dowódca oddziału WiN na Polesiu Zachodnim (zm. 1947)
  - Zekarias Yohannes, erytrejski duchowny katolicki, biskup Asmary (zm. 2016)
- 1926:
  - Robert Gronowski, polski piłkarz, trener (zm. 1994)
  - Zdzisław Tobiasz, polski aktor (zm. 2022)
- 1927:
  - Daniel (Krstić), serbski biskup prawosławny (zm. 2002)
  - Herbert Ross, amerykański reżyser i producent filmowy (zm. 2001)
- 1928:
  - Enrique Bolaños, nikaraguański polityk, wiceprezydent i prezydent Nikaragui (zm. 2021)
  - Eugène Van Roosbroeck, belgijski kolarz szosowy (zm. 2018)
- 1929:
  - Marcelo Bonevardi, argentyński malarz (zm. 1994)
  - Rigoberto López Pérez, nikaraguański poeta, muzyk, dziennikarz, działacz lewicowej opozycji, bohater narodowy (zm. 1956)
  - Bonifácio Piccinini, brazylijski duchowny katolicki, arcybiskup Cuiabá (zm. 2020)
  - Kazimierz Zieliński, polski neurobiolog (zm. 2004)
- 1930:
  - Sammy Baird, szkocki piłkarz (zm. 2010)
  - Yves Camus, francuski lekkoatleta, sprinter (zm. 2025)
  - Mike Gravel, amerykański polityk, senator (zm. 2021)
  - Adolf Holl, austriacki pisarz, teolog, filozof, religioznawca (zm. 2020)
  - José Jiménez Lozano, hiszpański dziennikarz, pisarz (zm. 2020)
  - Manuel Marulanda, kolumbijski terrorysta, przywódca organizacji FARC (zm. 2008)
  - Vernon Shaw, dominicki polityk, prezydent Dominiki (zm. 2013)
  - Serafino Sprovieri, włoski duchowny katolicki, arcybiskup Rossano-Cariati i Benewentu (zm. 2018)
- 1931:
  - Andrija Fuderer, belgijski szachista pochodzenia chorwackiego (zm. 2011)
  - Jim Jones, amerykański przywódca sekty (zm. 1978)
  - Gérard Mulliez, francuski przedsiębiorca
- 1932:
  - Danny Hodge, amerykański zapaśnik (zm. 2020)
  - Ireneusz Paliński, polski sztangista (zm. 2006)
- 1933:
  - Stanisław Czerwik, polski duchowny katolicki, liturgista, teolog (zm. 2020)
  - Leopold Potesil, austriacki bokser (zm. 2023)
  - Henryk Wojtyska, polski duchowny katolicki, teolog, pasjonista (zm. 2009)
- 1934:
  - Jan Goczoł, polski poeta, polityk, poseł na Sejm PRL (zm. 2018)
  - Jan Motyl, polski zapaśnik (zm. 2016)
  - Adolf Muschg, szwajcarski pisarz, literaturoznawca
- 1935:
  - Kamal as-Sajjid Ali, egipski zapaśnik
  - Luciano Benetton, włoski przedsiębiorca
  - Stella Rimington, brytyjska funkcjonariuszka służb specjalnych, dyrektor generalna Security Service (MI5) (zm. 2025)
  - Jan Saudek, czeski fotografik
  - Charles Treger, amerykański skrzypek, pedagog (zm. 2023)
  - David Todd Wilkinson, amerykański kosmolog, wykładowca akademicki (zm. 2002)
- 1936
  - Magdalena Fikus, polska biolog, biochemik, popularyzatorka nauki, wykładowczyni akademicka
  - Aleksandra Szemioth, polska działaczka sybiracka (zm. 2021)
- 1937:
  - Trevor Baylis, brytyjski wynalazca (zm. 2018)
  - Yukihiko Ikeda, japoński polityk (zm. 2004)
  - Zohra Lampert, amerykańska aktorka
  - Roger Zelazny, amerykański pisarz science fiction pochodzenia polsko-irlandzkiego (zm. 1995)
- 1938:
  - Giuliano Amato, włoski polityk, premier Włoch
  - Andrzej Filipowicz, polski szachista, sędzia, dziennikarz i działacz szachowy
  - Kazumasa Hirai, japoński pisarz (zm. 2015)
  - Buck Taylor, amerykański aktor
- 1939:
  - Johnny Byrne, angielski piłkarz (zm. 1999)
  - Peter Frenkel, niemiecki lekkoatleta, chodziarz
  - Andrzej Gawryszewski, polski geograf, kartograf
  - Saby Kamalich, peruwiańska aktorka (zm. 2017)
  - Harvey Keitel, amerykański aktor pochodzenia żydowskiego
  - Hildrun Laufer, niemiecka lekkoatletka, skoczkini w dal
  - Andrzej Zieliński, polski dziennikarz, pisarz (zm. 2023)
- 1940:
  - Bruce Chatwin, brytyjski pisarz, reportażysta, podróżnik (zm. 1989)
  - Włodzimierz Press, polski aktor pochodzenia żydowskiego
  - Kjeld Thorst, duński piłkarz
  - Kōkichi Tsuburaya, japoński lekkoatleta, długodystansowiec, maratończyk (zm. 1968)
- 1941:
  - Senta Berger, austriacka aktorka, producentka filmowa
  - Wasilij Daniłow, rosyjski piłkarz
  - Gundula Diel, niemiecka lekkoatletka, sprinterka i płotkarka
  - Ritchie Valens, amerykański piosenkarz, muzyk (zm. 1959)
- 1942:
  - Richard Butler, australijski polityk, dyplomata, inspektor rozbrojeniowy
  - Władimir Dżanibekow, rosyjski generał major lotnictwa, kosmonauta
  - Kazimierz Milner, polski związkowiec, polityk, poseł na Sejm RP (zm. 2008)
  - Zbigniew Paleta, polski skrzypek, kompozytor
  - Pál Schmitt, węgierski szpadzista, dyplomata, polityk, prezydent Węgier
- 1943
  - Marianna Kaim, polska łyżwiarka szybka (zm. 2014)
  - Gerhard Seibold, austriacki kajakarz
- 1944:
  - Uwe Barschel, niemiecki polityk (zm. 1987)
  - Dimas Filgueiras Filho, brazylijski piłkarz, trener (zm. 2023)
  - Petr Hapka, czeski kompozytor, piosenkarz (zm. 2014)
  - Krystian Michallik, polski piłkarz
  - Jerzy Leszek Stanecki, polski malarz, grafik, rzeźbiarz, pedagog
  - Aman Tulejew, rosyjski inżynier, polityk, gubernator obwodu kemerowskiego (zm. 2023)
- 1945:
  - Sam Anderson, amerykański aktor
  - Władimir Kuzniecow, rosyjski kolarz szosowy i torowy
  - Lou Marini, amerykański saksofonista, kompozytor
- 1946:
  - Aleksandr Baranow, rosyjski dowódca wojskowy, generał armii (zm. 2025)
  - Waneta Hoyt, amerykańska seryjna morderczyni (zm. 1998)
  - Tim Pigott-Smith, brytyjski aktor (zm. 2017)
  - Jean Rondeau, francuski kierowca wyścigowy, przedsiębiorca (zm. 1985)
- 1947:
  - Maria Badia i Cutchet, hiszpańska i katalońska polityk
  - Bujar Bukoshi, kosowski urolog, chirurg, polityk, minister spraw zagranicznych, premier Kosowa (zm. 2025)
  - Stephen R. Donaldson, amerykański pisarz fantasy
  - Lino Fumagalli, włoski duchowny katolicki, biskup Viterbo
  - Janusz Grzywacz, polski pianista, kompozytor
  - Teresa Merena, polska biegaczka narciarska
  - Irmgard Möller, niemiecka terrorystka
  - Charles Gordon, amerykański producent filmowy (zm. 2020)
- 1948: 
  - Edward Flak, polski prawnik, działacz mniejszości niemieckiej, polityk, poseł na Sejm RP
  - Ivan Klánský, czeski pianista
  - Natasha Lako, albańska pisarka, poetka, tłumaczka, scenarzystka filmowa
  - Henryk Masternak, polski przedsiębiorca, samorządowiec, prezydent Zielonej Góry (zm. 2025)
  - Dean Meminger, amerykański koszykarz (zm. 2013)
  - Janina Poremska, polska łyżwiarka figurowa
  - Danuta Beata Postnikoff, polska dziennikarka, scenarzystka i reżyserka filmowa
  - José Antônio Aparecido Tosi Marques, brazylijski duchowny katolicki, arcybiskup Fortalezy
- 1949:
  - Piotr Moss, polski kompozytor
  - Christopher Reid, brytyjski poeta, edytor
  - José Benedito Tobias, brazylijski piłkarz (zm. 2024)
  - Zoë Wanamaker, amerykańska aktorka
- 1950:
  - Joe Johnston, amerykański reżyser filmowy
  - Manning Marable, amerykański historyk, pisarz, działacz społeczny (zm. 2001)
  - Stevie Wonder, amerykański kompozytor, pianista, piosenkarz, producent muzyczny
- 1951:
  - Marek Galiński, polski zapaśnik (zm. 1999)
  - Jerzy Lechnerowski, polski samorządowiec, burmistrz Kórnika
- 1952:
  - Jean-Paul Bertrand-Demanes, francuski piłkarz, bramkarz
  - Emma Fattorini, włoska pisarka, historyk
  - John Kasich, amerykański polityk, gubernator Ohio
  - Lars Amund Vaage, norweski pisarz
  - Wang Xiaobo, chiński pisarz (zm. 1997)
  - Sharon Wichman, amerykańska pływaczka
- 1953:
  - Aleksander (Agrikow), rosyjski biskup prawosławny
  - Władysław Majewski, polski fizyk, dziennikarz, pionier Internetu w Polsce
  - Zyhmund Walawacz, białoruski pułkownik, naukowiec, polityk
- 1954:
  - Alena Cuchło, białoruska lekkoatletka, maratonka
  - Eugenio Leal, hiszpański piłkarz
  - Johnny Logan, irlandzki piosenkarz, kompozytor
  - Peter Onorati, amerykański aktor
  - Frédéric Pietruszka, francuski florecista
  - Francesco Pigliaru, włoski polityk, prezydent Sardynii
- 1955:
  - Charles Clover, brytyjski lekkoatleta, oszczepnik
  - Tomasz Rumszewicz, polski żeglarz sportowy, trener
- 1956:
  - Arthurzinho, brazylijski piłkarz, trener
  - Vjekoslav Bevanda, bośniacki ekonomista, polityk, premier Bośni i Hercegowiny
  - Aleksandr Kaleri, rosyjski inżynier, kosmonauta
  - Marek Kotlinowski, polski prawnik, polityk, wicemarszałek Sejmu RP, sędzia TK
  - Piotr Probosz, polski aktor, reżyser
  - Katalin Szili, węgierska prawnik, polityk
  - Tadeusz Wolsza, polski historyk, politolog
- 1957:
  - Alan Ball, amerykański aktor, reżyser i scenarzysta filmowy
  - Luca Di Fulvio, włoski pisarz (zm. 2023)
  - Claudie Haigneré, francuska lekarka, astronautka, polityk
  - Mário Lukunde, angolski duchowny katolicki, biskup Menongue (zm. 2023)
  - Janusz Rołt, polski perkusista (zm. 1990)
  - Mar Roxas, filipiński polityk
  - Kōji Suzuki, japoński pisarz
  - Stefano Tacconi, włoski piłkarz, bramkarz
- 1958:
  - Karen Cellini, amerykańska aktorka
  - Tomasz Grodzki, polski chirurg, polityk, marszałek Senatu RP
  - Artan Minarolli, albański aktor, reżyser i scenarzysta filmowy (zm. 2015)
  - Stanisław Suchowolec, polski duchowny katolicki, kapelan białostockiej „Solidarności” (zm. 1989)
  - Grażyna Trela, polska aktorka, reżyserka, piosenkarka, dziennikarka
- 1959:
  - Arkadiusz Bratkowski, polski polityk, poseł na Sejm RP, marszałek województwa lubelskiego
  - Wiesław Ciesielski, polski poeta
  - Stanisław Wierzbicki, polski wioślarz (zm. 2018)
- 1960:
  - Yvon Cloarec, francuski kolarz torowy
  - Eckhard Schmittdiel, niemiecki szachista
- 1961:
  - Barbara Cieśluk, polska lekkoatletka, sprinterka
  - Siobhan Fallon Hogan, amerykańska aktorka pochodzenia irlandzkiego
  - Jeong Gi-dong, południowokoreański piłkarz, bramkarz
  - Peter Muhich, amerykański duchowny katolicki, biskup Rapid City (zm. 2024)
  - Éva Rakusz, węgierska kajakarka
  - Dennis Rodman, amerykański koszykarz
  - Małgorzata Turska, polska koszykarka
  - Franck Verzy, francuski lekkoatleta, skoczek wzwyż (zm. 2025)
- 1962:
  - Péter Abay, węgierski szablista
  - Štefan Chrtiansky, słowacki siatkarz, trener
  - Jurij Marusik, rosyjski arachnolog
  - Stefano Ticci, włoski bobsleista
- 1963:
  - Witalij Dawydenko, ukraiński piłkarz, trener
  - Andrea Leadsom, brytyjska polityk
  - Wally Masur, australijski tenisista
  - Andrzej Przewoźnik, polski historyk, działacz państwowy, sekretarz Rady Ochrony Pamięci Walk i Męczeństwa (zm. 2010)
- 1964:
  - Adam Andryszczyk, polski bard, poeta, autor tekstów piosenek, kompozytor
  - Siergiej Bułanow, rosyjski zapaśnik
  - Stephen Colbert, amerykański komik, satyryk, aktor
  - Ronnie Coleman, amerykański policjant, kulturysta
  - Paweł Łysak, polski reżyser teatralny
  - Robert Marland, kanadyjski wioślarz
  - Robert Płuszka, polski aktor
- 1965:
  - Alejandro Abellan, kanadyjski aktor pochodzenia hiszpańskiego
  - Pranvera Lumani, albańska aktorka
- 1966:
  - Alison Goldfrapp, brytyjska piosenkarka
  - Karol Karski, polski prawnik, polityk, poseł na Sejm RP i eurodeputowany
- 1967:
  - Jacek Gaworski, polski florecista (zm. 2025)
  - Romuald Pawlak, polski pisarz
  - Chuck Schuldiner, amerykański gitarzysta, wokalista, członek zespołów: Death, Control Denied i Voodoocult (zm. 2001)
  - Melanie Thornton, amerykańska piosenkarka (zm. 2001)
  - Gerrit de Vries, holenderski kolarz szosowy i torowy
- 1968:
  - Michael Kennedy, australijski duchowny katolicki, biskup Armidale
  - Scott Morrison, australijski polityk, premier Australii
  - Renata Tokarz, polska lekkoatletka, dyskobolka
- 1969:
  - Dan Hoerner, amerykański muzyk rockowy, pisarz
  - Petri Varis, fiński hokeista
  - Aleksander (Zajcew), rosyjski biskup prawosławny
- 1970:
  - Hannes Kell, serbskołużycki działacz społeczny, polityk
  - Hanna Lis, polska dziennikarka i prezenterka telewizyjna
  - Robert Maćkowiak, polski lekkoatleta, sprinter
  - Robert Špehar, chorwacki piłkarz
  - Siergiej Żunienko, kazachski piłkarz, trener
- 1971:
  - Espen Lind, norweski muzyk, piosenkarz, producent muzyczny
  - Fana Mokoena, południowoafrykański aktor
  - Tedi Papavrami, albański skrzypek, tłumacz
  - Teofil (Roman), rumuński biskup prawosławny
- 1972:
  - Sergio Assisi, włoski aktor
  - Pieta van Dishoeck, holenderska wioślarka
  - Konrad Głębocki, polski ekonomista, polityk, poseł na Sejm RP
  - Patricia Hartmann, niemiecka modelka
  - Wioletta Sowa, polska reżyserka filmów animowanych, graficzka
  - Giovanni Tedesco, włoski piłkarz, trener
- 1973:
  - Dorota Abbe, polska aktorka, piosenkarka
  - Will Carroll, amerykański perkusista
  - Franck Dumoulin, francuski strzelec sportowy
  - Agata Fisz, polska działaczka samorządowa, prezydent Chełma
- 1974:
  - Salvador Alonso, argentyński szachista
  - Aleksandra Derra, polska filozof, profesor
  - Brian Geraghty, amerykański aktor pochodzenia irlandzkiego
  - Grzegorz Kiełb, polski samorządowiec, prezydent Tarnobrzega
  - Youssef Mariana, marokański piłkarz
  - Nicola Martial, gujańska lekkoatletka, trójskoczkini
  - Daniel Odija, polski pisarz, dziennikarz, publicysta, animator kultury
  - Amarilis Savón, kubańska judoczka
- 1975:
  - Robin Alexander, niemiecki pisarz, dziennikarz
  - Piotr Bański, polski piłkarz
  - Nicki Collen, amerykańska koszykarka, trenerka
  - Farès Fellahi, algierski piłkarz
  - Saeb Jendeya, palestyński piłkarz, trener
  - Mansur Jumayev, uzbecki judoka
  - Andreas Jung, niemiecki prawnik, polityk
  - David Kalousek, czeski piłkarz
  - Dawid Kornaga, polski pisarz
  - Jason Parker, kanadyjski łyżwiarz szybki
  - Paulo Sousa, portugalski piłkarz, trener
- 1976:
  - Mark Delaney, walijski piłkarz
  - Rafał Kazanowski, polski gitarzysta
  - Trajan Langdon, amerykański koszykarz
  - Lars Nedland, norweski wokalista, kompozytor, perkusista, keyboardzista, członek zespołu Solefald
  - Ana Popović, serbska gitarzystka i wokalistka bluesowa
  - Grzegorz Szamotulski, polski piłkarz, bramkarz
  - Magdalena Walach, polska aktorka
  - Jamie Wright, kanadyjski hokeista
- 1977:
  - Tom Cotton, amerykański polityk, senator
  - Ilse DeLange, holenderska piosenkarka, gitarzystka
  - Samantha Morton, brytyjska aktorka
  - Pusha T, amerykański raper
  - Tarik Sektioui, marokański piłkarz
- 1978:
  - Mike Bibby, amerykański koszykarz
  - Aaron Nguimbat, kameruński piłkarz
  - Grzegorz Płaczek, polski polityk, poseł na Sejm RP
  - Serghei Pogreban, mołdawski piłkarz
  - Maciej Rock, polski prezenter radiowy i telewizyjny
  - Andrej Tatarczuk, białoruski wioślarz
- 1979:
  - Karol Filip Bernadotte, szwedzki książę
  - Miłe Krstew, północnomacedoński piłkarz
  - Michael Madden, amerykański basista, członek zespołu Maroon 5
  - Alejandro Mello, urugwajski piłkarz
  - Wjaczesław Szewczuk, ukraiński piłkarz
  - Tie Yana, hongkońska tenisistka stołowa
- 1980:
  - Abd ar-Rahman Abd al-Karim, bahrajński piłkarz, bramkarz
  - Dzmitryj Rauniejka, białoruski piłkarz
  - Warwick Stevenson, australijski kolarz BMX
- 1981:
  - Andrew Cohen, maltański piłkarz
  - Nicolás Frutos, argentyński piłkarz
  - Sunny Leone, kanadyjska aktorka pornograficzna
  - Rebecka Liljeberg, szwedzka aktorka
  - David López García, hiszpański kolarz szosowy
  - Florent Mothe, francuski muzyk, kompozytor, autor tekstów piosenek
  - Kristian Ranta, fiński gitarzysta, członek zespołu Norther
  - Nathan Rennie, australijski kolarz górski
- 1982:
  - Laurie Koehn, amerykańska koszykarka, trenerka
  - Donnie Nietes, filipiński bokser
  - Oguchi Onyewu, amerykański piłkarz
  - Łukasz Wójt, polski pływak
- 1983:
  - Oiana Blanco, hiszpańska judoczka
  - Dominika Chmiel, polska szachistka
  - Choi Young-rae, południowokoreański strzelec sportowy
  - Anita Görbicz, węgierska piłkarka ręczna
  - Kamila Kubas, polska kajakarka
  - Grégory Lemarchal, francuski piosenkarz (zm. 2007)
  - Anna Maria Nilsson, szwedzka biathlonistka
  - Yaya Touré, iworyjski piłkarz
- 1984:
  - Ahmad Adżab al-Azimi, kuwejcki piłkarz
  - Dimitra Emanuil, grecka lekkoatletka, tyczkarka
  - Dawn Harper-Nelson, amerykańska lekkoatletka, płotkarka
  - Dmitrij Kazionow, rosyjski hokeista
  - Emilie Turunen, duńska polityk
- 1985:
  - Javier Balboa, piłkarz z Gwinei Równikowej
  - Maja Erkič, słoweńska koszykarka
  - Jaroslav Halák, słowacki hokeista, bramkarz
  - María Carolina Luján, argentyńska szachistka
  - Carlos Matheu, argentyński piłkarz
  - Iwan Rheon, brytyjski aktor
  - Greg Surmacz, kanadyjski koszykarz pochodzenia polskiego
  - Travis Zajac, kanadyjski hokeista pochodzenia polskiego
- 1986:
  - Milan Aleksić, serbski piłkarz wodny
  - Lena Dunham, amerykańska aktorka, reżyserka i scenarzystka filmowa
  - Robert Pattinson, brytyjski aktor, muzyk, kompozytor
  - Alexander Rybak, norweski piosenkarz, skrzypek, kompozytor, aktor pochodzenia białoruskiego
  - Hélène Schleck, francuska siatkarka
  - Nino Schurter, szwajcarski kolarz górski
- 1987:
  - Antonio Adán, hiszpański piłkarz, bramkarz
  - Li Andersson, fińska polityk
  - Hugo Becker, francuski aktor
  - Bethania de la Cruz, domninikańska siatkarka
  - Candice King, amerykańska aktorka, piosenkarka
  - Sandro Mareco, argentyński szachista
  - Sifiso Nhlapo, południowoafrykański kolarz BMX
  - Hunter Parrish, amerykański aktor
  - Carrie Prejean, amerykańska modelka
  - Kyle Richardson, australijski pływak
  - Marianne Vos, holenderska kolarka szosowa, torowa i przełajowa
  - Charlotte Wessels, holenderska wokalistka, autorka tekstów, członkini zespołu Delain
- 1988:
  - William Lockwood, australijski wioślarz
  - Matthew McLean, amerykański pływak
  - Bibiane Schoofs, holenderska tenisistka
- 1989:
  - Marta Kubań, polska judoczka
  - Juan Postigos, peruwiański judoka
  - Angel Robinson, amerykańska koszykarka
  - Julia Rohde, niemiecka sztangistka
  - Michalina Sosna, polska aktorka, artystka kabaretowa
  - P.K. Subban, kanadyjski hokeista pochodzenia jamajskiego
  - Lukáš Vácha, czeski piłkarz
  - Karlo Vragović, chorwacki koszykarz
- 1990:
  - Ólafur Guðmundsson, islandzki piłkarz ręczny
  - Esthera Petre, rumuńska lekkoatletka, skoczkini wzwyż
  - Elisabeth Pinedo, hiszpańska piłkarka ręczna
  - Enni Rukajärvi, fińska snowboardzistka
  - Elica Wasilewa, bułgarska siatkarka
- 1991:
  - Francis Coquelin, francuski piłkarz pochodzenia reuniońskiego
  - Marin Draganja, chorwacki tenisista
  - Anders Fannemel, norweski skoczek narciarski
  - Francisco Lachowski, brazylijski model pochodzenia polskiego
  - Roland Leitinger, austriacki narciarz alpejski
  - Joe Mason, północnoirlandzki piłkarz
  - Gabriel Silva, brazylijski piłkarz
- 1992:
  - Thievy Bifouma, kongijsko-francuski piłkarz
  - Georgina García Pérez, hiszpańska tenisistka
  - Keltie Hansen, kanadyjska narciarka dowolna
- 1993:
  - Bang Min-ah, południowokoreańska aktorka, wokalistka, członkini girlsbandu Girl’s Day
  - Katarzyna Gwiazdoń, polska lekkoatletka, sprinterka
  - Stefan Kraft, austriacki skoczek narciarski
  - Romelu Lukaku, belgijski piłkarz pochodzenia kongijskiego
  - Michael Matt, austriacki narciarz alpejski
  - Emma Meesseman, belgijska koszykarka
  - Debby Ryan, amerykańska aktorka, piosenkarka
  - Sidcley, brazylijski piłkarz
- 1994:
  - Geferson, brazylijski piłkarz
  - Yū Kanamaru, japoński kierowca wyścigowy
  - Adrián Marín, meksykański piłkarz
  - Cameron McEvoy, australijski pływak
  - Amar Rahmanović, bośniacki piłkarz
  - Anton Slepyszew, rosyjski hokeista
  - Percy Tau, południowoafrykański piłkarz
  - Wang Zhouyu, chińska sztangistka
- 1995:
  - Zuzanna Chwadeczko, polska pływaczka
  - Ben Moore, amerykański koszykarz
- 1996:
  - Jurij Piercuch, kazachski piłkarz
  - Alexander Porter, australijski kolarz torowy
- 1997 – Ramón Miérez, argentyński piłkarz
- 1998:
  - Adrià Pedrosa, hiszpański piłkarz
  - Luca Zidane, francuski piłkarz, bramkarz
- 1999:
  - Linoj Aszram, izraelska gimnastyczka artystyczna
  - Óscar Mingueza, hiszpański piłkarz
  - Meichi Narasaki, japoński wspinacz sportowy
- 2000 – Ethan Cepuran, amerykański łyżwiarz szybki
- 2002:
  - Zebron Kalima, malawijski piłkarz
  -  Diego López, hiszpański piłkarz
  - Eugenio Pizzuto, meksykański piłkarz pochodzenia włoskiego
  - Diribe Welteji, etiopska lekkoatletka, biegaczka średniodystansowa
- 2003:
  - Isaya Klein Ikkink, holenderski lekkoatleta, sprinter
  - Jabari Smith, amerykański koszykarz

## Zmarli
- 1028 – Eutymiusz z Athosu, gruziński święty mnich chrześcijański (ur. ok. 950)
- 1176 – Mateusz I, książę Lotaryngii (ur. ok. 1110)
- 1230 – Kazimierz I, książę opolsko-raciborski (ur. 1178/79)
- 1307 – Abu Jakub Jusuf, sułtan Maroka (ur. ?)
- 1312 – Tybald II, książę Lotaryngii (ur. 1263)
- 1439 – Gemma z Goriano Sicoli, włoska zakonnica, święta (ur. ok. 1375)
- 1494 – Wincenty Wierzbięta, polski duchowny katolicki, dominikanin, biskup sufragan poznański, inkwizytor (ur. ok. 1420)
- 1529 – Wawrzyniec Międzyleski, polski duchowny katolicki, biskup kamieniecki, dyplomata, sekretarz królewski (ur. przed 1480)
- 1545 – Stanisław Rafajłowicz, polski szlachcic, litewski pisarz, luteranin, reformator protestancki (ur. ok. 1485 lub 1500)
- 1553 – Jan Aepinus, niemiecki duchowny i teolog luterański, działacz reformacyjny (ur. 1499)
- 1568 – Zofia Pomorska, królowa Danii i Norwegii (ur. 1501)
- 1573 – Shingen Takeda, japoński daimyō (ur. 1521)
- 1603 – Herman de Clermont de Chastes, francuski wiceadmirał, marszałek Francji, wielki mistrz Rycerskiego Zakonu św. Łazarza z Jerozolimy, komandor Limoges, wielki przeor Owernii Rycerskiego Zakonu św. Jana z Jerozolimy, gubernator Dieppe, namiestnik Nowej Francji (ur. ?)
- 1604 – Krystyna, landgrafini heska, księżna szlezwicko-holsztyńska na Gottorp (ur. 1543)
- 1609 – Hieronim Gostomski, polski wojskowy, polityk (ur. ?)
- 1619 – Johan van Oldenbarnevelt, holenderski polityk (ur. 1547)
- 1633 – Jan Andrzej Próchnicki, polski duchowny katolicki, biskup kamieniecki, arcybiskup lwowski (ur. ?)
- 1641 – Jan Lipski, polski duchowny katolicki, biskup chełmiński, arcybiskup gnieźnieński, prymas Polski i Litwy, referendarz wielki koronny (ur. 1589)
- 1646 – Maria Anna Habsburg, księżniczka hiszpańska, cesarzowa rzymsko-niemiecka, królowa czeska i węgierska (ur. 1606)
- 1666 – Pier Francesco Mola, włoski malarz, rysownik (ur. 1612)
- 1691 – William Faithorne, angielski sztycharz, rysownik (ur. 1616)
- 1701 – Ignacy (Rimski-Korsakow), rosyjski biskup prawosławny (ur. ?)
- 1704 – Louis Bourdaloue, francuski jezuita, kaznodzieja (ur. 1632)
- 1727 – Jean Dumont, francuski pisarz (ur. 1667)
- 1733 – Cornelius Johannes Barchman Wuytiers, holenderski duchowny starokatolicki, arcybiskup Utrechtu (ur. 1692)
- 1749 – Johann Lorenz Fleischer, niemiecki prawnik (ur. 1689)
- 1782 – Daniel Solander, szwedzki botanik (ur. 1733)
- 1799 – Kazimierz Owsiński, polski aktor, dyrektor teatru (ur. 1752)
- 1812 – Johannes Matthias Sperger, austriacki kompozytor, kontrabasista (ur. 1750)
- 1826 – Christian Kramp, francuski matematyk (ur. 1760)
- 1828 – John Darragh, amerykański polityk (ur. 1772)
- 1830 – Leon Tarnowski, polski pułkownik (ur. 1775)
- 1832 – Georges Cuvier, francuski zoolog, paleontolog (ur. 1769)
- 1834 – Andrzej Hubert Fournet, francuski duchowny katolicki, święty (ur. 1752)
- 1835 – John Nash, brytyjski architekt (ur. 1752)
- 1839 – Joseph Fesch, francuski duchowny katolicki, arcybiskup Lyonu, kardynał, kolekcjoner dzieł sztuki (ur. 1763)
- 1847 – Feliks Jan Maria Boretti, polski architekt, urzędnik (ur. 1798)
- 1848:
  - Alexander Baring, brytyjski arystokrata, finansista, polityk (ur. 1774)
  - Joseph Brodmann, austriacki budowniczy fortepianów (ur. 1763)
- 1851 – Augusta Amalia Wittelsbach, księżniczka bawarska (ur. 1788)
- 1856 – Jean Zuléma Amussat, francuski chirurg (ur. 1796)
- 1863 – Władysław Ostaszewski, polski kapitan, uczestnik powstania styczniowego (ur. 1827)
- 1864 – Rudolf Wagner, niemiecki psycholog, zoolog, anatom, fizjolog, wykładowca akademicki (ur. 1805)
- 1871 – Daniel Auber, francuski kompozytor (ur. 1782)
- 1872 – Moritz Hartmann, niemiecki poeta, prozaik, polityk (ur. 1821)
- 1878:
  - Joseph Henry, amerykański fizyk, wykładowca akademicki (ur. 1797)
  - Andrzej Towiański, polski ziemianin, filozof, przywódca religijny, mesjanista (ur. 1799)
- 1880 – Liévin de Winne, belgijski malarz portrecista (ur. 1821)
- 1884 – Cyrus Hall McCormick, amerykański przedsiębiorca, wynalazca (ur. 1809)
- 1885 – Jakob Henle, niemiecki anatom, patolog (ur. 1809)
- 1886 – Patricio Lynch, chilijski wiceadmirał (ur. 1824)
- 1887 – Carl Friedländer, niemiecki patolog (ur. 1847)
- 1890 – Jacques-Louis Soret, szwajcarski chemik, wykładowca akademicki (ur. 1827)
- 1896 – Józef Przyborowski, polski filolog, archiwista, bibliotekarz, numizmatyk, archeolog, wykładowca akademicki (ur. 1823)
- 1900 – Hermann Levi, niemiecki dyrygent pochodzenia żydowskiego (ur. 1839)
- 1903 – Apolinario Mabini, filipiński filozof, rewolucjonista, polityk, premier Filipin (ur. 1864)
- 1904:
  - Ottokar Lorenz, austriacko-niemiecki historyk, genealog, wykładowca akademicki (ur. 1832)
  - Gabriel Tarde, francuski socjolog, psycholog społeczny, filozof, kryminolog, wykładowca akademicki (ur. 1843)
- 1908 – Juliusz Jejde, polski aktor, reżyser teatralny, śpiewak, dziennikarz, uczestnik powstania styczniowego (ur. 1841 lub 43)
- 1910 – Hermann Mises, austriacki dziennikarz, polityk pochodzenia żydowskiego (ur. 1836)
- 1912 – Laurentius Mayer, austriacki duchowny katolicki, biskup pomocniczy Wiednia (ur. 1828)
- 1916:
  - Szolem Alejchem, żydowski pisarz (ur. 1859)
  - Aleksander Lisiewicz, polski prawnik, adwokat, polityk, encyklopedysta (ur. 1859)
- 1917 – Antoni Drygas, polski filolog klasyczny, pedagog, przedsiębiorca (ur. 1847)
- 1919 – Wilhelm Creizenach, niemiecki historyk literatury, wykładowca akademicki (ur. 1851)
- 1921:
  - Jean Aicard, francuski prozaik, poeta, dramaturg (ur. 1848)
  - Eugeniusz Kiernik, polski zoolog, paleontolog, wykładowca akademicki (ur. 1877)
  - Théodore Pilette, belgijski kierowca wyścigowy (ur. 1883)
- 1923 – Charlotte Garrigue-Masaryková, czeska feministka, publicystka, tłumaczka, pierwsza dama Czechosłowacji (ur. 1850)
- 1924 – Antoni Chołoniewski, polski dziennikarz, publicysta, działacz narodowy (ur. 1872)
- 1925 – Alfred Milner, brytyjski arystokrata, polityk, administrator kolonialny pochodzenia niemieckiego (ur. 1854)
- 1926:
  - Tadeusz Frank-Wiszniewski, polski podpułkownik (ur. 1893)
  - Mieczysław Więckowski, polski pułkownik (ur. 1895)
- 1929 – Artur Scherbius, niemiecki inżynier, wynalazca (ur. 1878)
- 1930:
  - Arkadiusz Lisiecki, polski duchowny katolicki, biskup katowicki (ur. 1880)
  - Fridtjof Nansen, norweski oceanograf, przyrodnik, badacz Arktyki, laureat Pokojowej Nagrody Nobla (ur. 1861)
  - Katai Tayama, japoński pisarz (ur. 1872)
- 1932 – Aleksander Piech, polski rzemieślnik, działacz społeczny i polityczny (ur. 1851)
- 1933 – Mykoła Chwylowy, ukraiński pisarz, krytyk literacki (ur. 1893)
- 1935:
  - Józef Jankowski, polski poeta, prozaik (ur. 1865)
  - Wincenty Łepkowski, polski stomatolog (ur. 1866)
  - Benedykt Henryk Tyszkiewicz, polski hrabia, ziemianin, fotograf (ur. 1852)
  - Antin Wasyńczuk, ukraiński agronom, polityk (ur. 1885)
- 1937 – Ekaterine Geladze, Gruzinka, matka Józefa Stalina (ur. 1858)
- 1938 – Charles Édouard Guillaume, szwajcarski fizyk, laureat Nagrody Nobla (ur. 1861)
- 1939 – Stanisław Leśniewski, polski filozof, logik, matematyk, wykładowca akademicki (ur. 1886)
- 1941 – Maria Holder-Eggerowa, polska działaczka społeczna, polityk, poseł na Sejm RP (ur. 1875)
- 1943:
  - Jurek Błones, żydowski działacz ruchu oporu, uczestnik powstania w getcie warszawskim (ur. 1922)
  - Jerzy Cybichowski, polski działacz narodowy, dziennikarz (ur. 1920)
  - Harry Lane Englebright, amerykański polityk (ur. 1884)
  - John Rittmeister, niemiecki lekarz, psychoanalityk, działacz ruchu oporu (ur. 1898)
- 1944:
  - Franciszek Jach, polski kapitan pilot (ur. 1894)
  - Romuald Ochęduszko, polski podporucznik (ur. 1911)
- 1945:
  - Wolfgang Lüth, niemiecki oficer Kriegsmarine, dowódca okrętów podwodnych (ur. 1913)
  - Martin Luther, niemiecki polityk nazistowski, dyplomata (ur. 1895)
  - Josef Šnejdárek, czechosłowacki generał (ur. 1875)
  - Heinz Thilo, niemiecki lekarz, funkcjonariusz i zbrodniarz nazistowski (ur. 1911)
- 1946:
  - Aleksiej Bach, rosyjski biochemik, wykładowca akademicki, rewolucjonista, polityk pochodzenia żydowskiego (ur. 1857)
  - Kaarle Ekholm, fiński gimnastyk (ur. 1884)
- 1947 – Frances Hodgkins, nowozelandzka malarka (ur. 1869)
- 1948:
  - Kathleen Kennedy Cavendish, amerykańska działaczka społeczna, bywalczyni salonów (ur. 1920)
  - Johannes Rasmussen-Snogen, duński funkcjonariusz Gestapo (ur. 1917)
- 1949:
  - Tadeusz Dymowski, polski działacz socjalistyczny i związkowy, polityk, poseł na Sejm Ustawodawczy (ur. 1888)
  - Wolrad Eberle, niemiecki lekkoatleta, wieloboista (ur. 1908)
- 1952 – John J. Fitzgerald, amerykański polityk (ur. 1872)
- 1953 – Zygmunt Kaczyński, polski duchowny katolicki, polityk (ur. 1894)
- 1957 – Georges Detreille, francuski kolarz szosowy (ur. 1893)
- 1958 – Eugeniusz Mossakowski, polski śpiewak operowy (baryton) (ur. 1885)
- 1960 – Harry Schell, amerykański kierowca wyścigowy (ur. 1921)
- 1961:
  - Gary Cooper, amerykański aktor (ur. 1901)
  - Jerzy Michalewicz, polski aktor (ur. 1913)
- 1962:
  - Antoni Chlondowski, polski salezjanin, kompozytor (ur. 1884)
  - Franz Kline, amerykański malarz (ur. 1910)
- 1963 – Alois Hudal, austriacki duchowny katolicki, biskup (ur. 1885)
- 1964 – Diana Wynyard, brytyjska aktorka (ur. 1906)
- 1969 – Tadeusz Glimas, polski piłkarz (ur. 1925)
- 1970:
  - William Dobell, australijski rzeźbiarz, malarz (ur. 1899)
  - Márton Moyses, węgierski poeta (ur. 1941)
- 1971:
  - Bronisław Dardziński, polski aktor, reżyser radiowy (ur. 1901)
  - Léon Parisot, francuski kolarz szosowy i torowy (ur. 1890)
- 1972:
  - Dan Blocker, amerykański aktor (ur. 1928)
  - Michał Gałązka, polski pułkownik artylerii (ur. 1893)
  - Joanna Jedlewska, polska aktorka (ur. 1937)
- 1974:
  - Werner Lorenz, niemiecki funkcjonariusz i zbrodniarz nazistowski (ur. 1891)
  - Jaime Torres Bodet, meksykański prozaik, poeta, polityk, dyplomata, dyrektor generalny UNESCO (ur. 1902)
- 1975 – Marguerite Perey, francuska fizyk, chemik (ur. 1909)
- 1976:
  - Roberto Batata, brazylijski piłkarz (ur. 1949)
  - Bob Clark, amerykański lekkoatleta, skoczek w dal i wieloboista (ur. 1913)
- 1978:
  - Jan Heřmánek, czechosłowacki bokser (ur. 1907)
  - Savang Vatthana, król Laosu (ur. 1907)
- 1979 – Predrag Đajić, jugosłowiański piłkarz (ur. 1922)
- 1980 – Erich Zepler, brytyjsko-niemiecki fizyk, kompozytor szachowy pochodzenia żydowskiego (ur. 1898)
- 1981 – Gustaf Dyrssen, szwedzki pięcioboista nowoczesny (ur. 1891)
- 1982:
  - Dżamjangijn Lchagwasüren, mongolski generał, polityk komunistyczny (ur. 1912)
  - Qara Qarayev, azerski kompozytor (ur. 1918)
  - Věra Suková, czeska tenisistka (ur. 1931)
- 1983:
  - Mieczysław Giergielewicz, polski pisarz, historyk literatury (ur. 1901)
  - Otto Heckmann, niemiecki astronom (ur. 1901)
- 1984 – Stanisław Ulam, polsko-amerykański matematyk, wykładowca akademicki pochodzenia żydowskiego (ur. 1909)
- 1985: 
  - William Harvell, brytyjski kolarz szosowy i torowy (ur. 1907)
  - Leatrice Joy, amerykańska aktorka (ur. 1893)
  - Aleksandr Mikulin, radziecki konstruktor lotniczy (ur. 1895)
  - Mildred Scheel, niemiecka lekarka, pierwsza dama (ur. 1932)
- 1986:
  - Maria Bellonci, włoska pisarka (ur. 1902)
  - Marcelina Grabowska, polska pisarka (ur. 1912)
- 1988 – Chet Baker, amerykański trębacz jazzowy (ur. 1929)
- 1989 – Józef Jastrzębski, polski etnograf (ur. 1920)
- 1991 – Juliusz Stroynowski, polski historyk, socjolog, publicysta, tłumacz (ur. 1919)
- 1992:
  - Stan Hugill, brytyjski muzyk folkowy, historyk morski (ur. 1906)
  - (lub 12 maja) Wanda Rutkiewicz, polska alpinistka, himalaistka (ur. 1943)
  - Bart Zoet, holenderski kolarz szosowy i torowy (ur. 1942)
- 1993:
  - Bede Griffiths, brytyjski benedyktyn, misjonarz, pisarz (ur. 1906)
  - Wolfgang Lotz, izraelski agent wywiadu (ur. 1921)
  - Curt Riess, niemiecki pisarz, dziennikarz (ur. 1902)
  - Witold Turkiewicz, polski artysta, harcerz Szarych Szeregów, żołnierz AK (ur. 1926)
- 1994:
  - Władimir Antoszyn, rosyjski szachista (ur. 1929)
  - Duncan Hamilton, brytyjski kierowca wyścigowy (ur. 1920)
- 1995:
  - Wojciech Chabasiński, polski dyplomata, tłumacz (ur. 1918)
  - Wang Hao, amerykański filozof, logik, matematyk pochodzenia chińskiego (ur. 1921)
- 1996 – Jan Świąć, polski inżynier architekt, aktor, satyryk, konferansjer, autor tekstów piosenek (ur. 1929)
- 1997:
  - Piotr Abowin-Jegides, rosyjski filozof, pedagog, działacz społeczny (ur. 1917)
  - Zdeňka Veřmiřovská, czeska gimnastyczka (ur. 1913)
  - Eduard Zacharow, rosyjski bokser (ur. 1975)
- 1998:
  - Chantal Mauduit, francuska alpinistka, himalaistka (ur. 1964)
  - Gunnar Jansson, szwedzki piłkarz (ur. 1907)
- 1999:
  - Abd al-Aziz ibn Baz, saudyjski duchowny, wielki mufti Arabii Saudyjskiej (ur. 1910)
  - Pierre Gourou, francuski geograf (ur. 1900)
  - Meg Greenfield, amerykańska dziennikarka (ur. 1930)
  - Giuseppe Petrilli, włoski polityk (ur. 1913)
- 2000 – Olivier Greif, francuski kompozytor pochodzenia polsko-żydowskiego (ur. 1950)
- 2001:
  - Paweł Hertz, polski poeta, eseista, tłumacz, wydawca pochodzenia żydowskiego (ur. 1918)
  - Jason Miller, amerykański pisarz, aktor, scenarzysta filmowy (ur. 1939)
  - R.K. Narayan, indyjski pisarz (ur. 1906)
  - Anna Komołowa, rosyjska aktorka (ur. 1911)
- 2002 – Walery Łobanowski, ukraiński piłkarz, trener (ur. 1939)
- 2003:
  - Stanisław Goszczurny, polski dziennikarz i pisarz marynistyczny (ur. 1929)
  - Byron Wolford, amerykański zawodnik rodeo, zawodowy pokerzysta (ur. 1930)
- 2004:
  - Kjell Bækkelund, norweski pianista (ur. 1930)
  - Magnar Estenstad, norweski biegacz narciarski (ur. 1924)
  - Michael Guttenbrunner, austriacki prozaik, poeta (ur. 1919)
- 2005:
  - George Dantzig, amerykański matematyk (ur. 1914)
  - Gunnar Nilsson, szwedzki bokser (ur. 1923)
  - Michael Ross, amerykański seryjny morderca (ur. 1959)
- 2006:
  - Jaroslav Pelikan, amerykański historyk (ur. 1923)
  - Peter Viereck, amerykański poeta (ur. 1916)
- 2007 – Ewa Wilczur-Garztecka, polska krytyk sztuki, uczestniczka powstania warszawskiego (ur. 1920)
- 2008:
  - Bernardin Gantin, beniński duchowny katolicki, biskup Kotonu, kardynał (ur. 1922)
  - John Phillip Law, amerykański aktor (ur. 1937)
- 2009:
  - Achille Compagnoni, włoski alpinista, himalaista (ur. 1914)
  - Waldemar Levy Cardoso, brazylijski generał pochodzenia żydowskiego (ur. 1900)
  - Norbert Eschmann, szwajcarski piłkarz, trener (ur. 1933)
- 2012:
  - Marek Cichosz, polski kolarz przełajowy (ur. 1979)
  - Donald Dunn, amerykański muzyk, basista, członek zespołu Booker T. and the M.G.’s (ur. 1941)
  - Antoine Nguyễn Văn Thiện, wietnamski duchowny katolicki, biskup (ur. 1906)
  - Lee Richardson, brytyjski żużlowiec (ur. 1979)
  - Don Ritchie, australijski działacz społeczny (ur. 1925)
- 2013:
  - Władimir Romanowski, białoruski kajakarz (ur. 1957)
  - Kenneth Waltz, amerykański badacz stosunków międzynarodowych (ur. 1924)
- 2014:
  - Máximo Alcócer, boliwijski piłkarz (ur. 1933)
  - Malik Bendjelloul, szwedzki reżyser filmowy (ur. 1977)
  - Anthony Villanueva, filipiński bokser (ur. 1945)
- 2015 – Gajnan Sajdchużyn, rosyjski kolarz szosowy (ur. 1937)
- 2016:
  - Engelbert Kraus, niemiecki piłkarz (ur. 1934)
  - Éloi Leclerc, francuski franciszkanin, pisarz (ur. 1921)
- 2017 – Bernard Bosson, francuski adwokat, polityk, minister transportu (ur. 1948)
- 2018:
  - Glenn Branca, amerykański muzyk awangardowy, gitarzysta, kompozytor (ur. 1948)
  - Margot Kidder, kanadyjska aktorka (ur. 1948)
  - Wojciech Organiściak, polski prawnik, historyk (ur. 1961)
- 2019:
  - Doris Day, amerykańska aktorka (ur. 1922)
  - Jerzy Adam Marszałkowicz, polski duchowny katolicki, działacz społeczny (ur. 1931)
  - Ewa Najwer, polska pisarka, poetka, krytyk literacki (ur. 1933)
  - Stanisław Niemczyk, polski architekt (ur. 1943)
- 2020:
  - Gérard Dionne, kanadyjski duchowny katolicki, biskup Edmundston (ur. 1919)
  - Rolf Hochhuth, niemiecki dramaturg, powieściopisarz (ur. 1931)
  - Chedli Klibi, tunezyjski filozof, polityk, minister kultury, sekretarz generalny Ligi Państw Arabskich (ur. 1925)
  - Jerzy Łapiński, polski aktor (ur. 1940)
- 2021 – Dieter Lindner, niemiecki lekkoatleta, chodziarz (ur. 1937)
- 2022:
  - Teresa Berganza, hiszpańska śpiewaczka operowa (mezzosopran) (ur. 1935)
  - Simon Preston, brytyjski organista, klawesynista, dyrygent, kompozytor (ur. 1938)
  - Chalifa ibn Zajid Al Nahajjan, emiracki polityk, prezydent ZEA (ur. 1948)
- 2023:
  - Anna Branicka-Wolska, polska arystokratka, działacza społeczna, żołnierz AK, uczestniczka powstania warszawskiego (ur. 1924)
  - Peter Brooke, brytyjski polityk, minister ds. Irlandii Północnej (ur. 1934)
  - Wincenty Grabarczyk, polski aktor (ur. 1931)
  - Keiko Ikeda, japońska gimnastyczka sportowa (ur. 1933)
  - Andrzej Kaźmierczak, polski gitarzysta, członek zespołów Cytrus i Korba (ur. 1954)
- 2024:
  - Alice Munro, kanadyjska pisarka, laureatka Nagrody Nobla (ur. 1931)
  - Marius Peiris, lankijski duchowny katolicki, biskup pomocniczy Kolombo (ur. 1941)
- 2025:
  - Kit Bond, amerykański polityk, senator, gubernator Missouri (ur. 1939)
  - John Bryson, amerykański prawnik, przedsiębiorca, polityk, sekretarz handlu (ur. 1943)
  - Divaldo Franco, brazylijski pisarz, spirytysta, medium (ur. 1927)
  - Janusz Jagucki, polski duchowny ewangelicki, biskup, zwierzchnik Kościoła Ewangelicko-Augsburskiego (ur. 1947)
  - Robson Mrombe, zimbabwejski lekkoatleta, długodystansowiec (ur. 1945)
  - José Mujica, urugwajski rolnik, polityk, minister rolnictwa, prezydent Urugwaju (ur. 1935)
  - Szvetiszláv Sasics, węgierski pięcioboista nowoczesny (ur. 1948)
  - Stanisław Staśko, polski geolog, profesor nauk o Ziemi, wykładowca akademicki (ur. 1954)
  - Teijirō Tanikawa, japoński pływak (ur. 1932)